# Joe Locke
Joseph William Locke (Douglas, 24 september 2003) is een Manx acteur. Hij is bekend van zijn rol als Charlie in de Netflix-serie Heartstopper. 

## Carrière
Locke deed in 2020 mee aan National Theatre Connections en aan de producties op Gaiety Theatre met het Kensington Art Centre's youth group. 
In 2022 trad hij aan in de rol van Charlie in de tv-serie Heartstopper. Dit deed hij naast Kit Connor, die de rol van Nick op zich nam. Nick en Charlie vormen het belangrijkste duo in de serie. Locke werd gekozen uit 10.000 acteurs die zich hadden aangemeld om de rol van Charlie te vertolken. Terwijl Locke op het moment van aanmelden 17 was, speelde hij een rol van een 14-15 jaar oud personage. Op 20 mei 2022 werd een tweede en derde seizoen van de serie aangekondigd door Netflix.
In 2024 kwam de serie Agatha All Along uit waarbij Locke een van de hoofdrollen speelde. Locke speelde hier het karakter van Teen, later Wiccan. 

## Filmografie
| Jaar      | Titel            | Rol                                      | Notities |
| --------- | ---------------- | ---------------------------------------- | -------- |
| 2022-2024 | Heartstopper     | Charlie Spring                           | hoofdrol |
| 2024      | Agatha All Along | William "Billy" Kaplan-Maximoff / Wiccan | hoofdrol |